# Neoheterospilus falcatus
Neoheterospilus falcatus är en stekelart som först beskrevs av Marsh 1992.  Neoheterospilus falcatus ingår i släktet Neoheterospilus och familjen bracksteklar. Inga underarter finns listade i Catalogue of Life.